# Jiyai Shin
Jiyai Shin eller Ji-Yai Shin, född 28 april 1988 i Yeonggwang-gun, är en sydkoreansk professionell golfspelare, som spelar på LPGA Tour och LPGA of Korea Tour. Hon vann år 2007 10 av 19 tävlingar på KLPGA-touren, och vann tre av tio tävlingar på LPGA-touren som icke-medlem, inklusive Women's British Open och ADT Championship.